# Nado sincronizado nos Jogos Pan-Americanos de 1999
As competições de nado sincronizado nos Jogos Pan-Americanos de 1999 foram realizadas em Winnipeg, Canadá, nos dias 6 de agosto e 7 de agosto de 1999. Houve apenas dois eventos, após a exclusão do evento individual.

## Dueto
- Realizado em 6 de agosto de 1999

| POSIÇÃO | NADADORAS                                   | PONTOS |
| ------- | ------------------------------------------- | ------ |
|         | Claire Carver-Dias & Fanny Létourneau (CAN) | 97.733 |
|         | Rebecca Jasontek & Emily Marsh (USA)        | 96.467 |
|         | Carolina Moraes & Isabela Moraes (BRA)      | 94.667 |
| 4.      | Beatriz Jacobo & Erika Leal (MEX)           | 92.400 |
| 5.      | Patricia Mitat & Kenia Pérez (CUB)          | 89.867 |
| 6.      | Jaqueline Gonima & Erika Piedrahita (COL)   | 88.467 |
| 7.      | Gina Saleta & Maricarmen Saleta (DOM)       | 85.067 |
| 8.      | Paola Capucci & Cécilia Zunzunegui (ARG)    | 84.200 |
| 9.      | Jessica Hermans & Amanda Maduro (ARU)       | 75.400 |
| 10.     | María Pavlovskaya & Dania Zapoyasko (CRC)   | 74.600 |

## Equipes
- Realizado em 7 de agosto de 1999

| POSIÇÃO | EQUIPE         | PONTOS |
| ------- | -------------- | ------ |
|         | Canadá         | 97.396 |
|         | Estados Unidos | 97.317 |
|         | México         | 93.373 |
| 4.      | Brasil         | 92.489 |
| 5.      | Cuba           | 91.731 |

## Quadro de medalhas
| Ordem | País               | Medalha de ouro | Medalha de prata | Medalha de bronze | Total |
| ----- | ------------------ | --------------- | ---------------- | ----------------- | ----- |
| 1     | CAN Canadá         | 2               | 0                | 0                 | 2     |
| 2     | USA Estados Unidos | 0               | 2                | 0                 | 2     |
| 3     | BRA Brasil         | 0               | 0                | 1                 | 1     |
| 3     | MEX México         | 0               | 0                | 1                 | 1     |